# Guy Brousseau
Guy Brousseau (Taza, 4 de fevereiro de 1933 – 16 de fevereiro de 2024) foi um educador matemático francês. Em 2003 recebeu a medalha Felix Klein pelo desenvolvimento da teoria das situações didáticas

## Biografia
Guy Brousseau nasceu em 4 de fevereiro de 1933, em Taza, no Marrocos. Em 1953, começou a lecionar na região de Lot et Garonne. Casou-se com Nadine Labeque, que se tornou sua parceira de trabalho.Nos fins da década de 1960, antes de se formar em matemática, lecionou na Universidade de Bordeaux. Atualmente, exerce na universidade a função de diretor do Laboratório de Didática das Ciências e das Tecnologias. Em 1991, tornou-se docente do Insituto Normal superior local. Recebeu o título de doutor honoris causa das universidades de Montreal, Genebra e Córdoba.

## Pesquisas acadêmicas
Guy Brousseau foi um dos pioneiros da didática da matemática, ele desenvolveu uma teoria para compreender as relações que se operam na sala de aula. Os educadores e os educandos são atores da relação ensino-aprendizagem. A Teoria das Situações Didáticas se baseia na ideia de que cada conhecimento ou saber pode ser determinado por uma situação.

## Morte
Brousseau morreu no dia 16 de fevereiro de 2024, aos 91 anos.